# Marilyn Buck
Marilyn Jean Buck (13 décembre 1947 - 3 août 2010) est une poétesse révolutionnaire, féministe et marxiste américaine. Elle est emprisonnée pour avoir participé à l'évasion d'Assata Shakur en 1979, au braquage de la Brink's de 1981 et à l'attentat à la bombe contre le Sénat américain en 1983 (en). Buck est condamnée à 80 ans de prison, qu'elle purge dans une prison fédérale, d'où elle publie de nombreux articles. Elle est libérée le 15 juillet 2010, moins d'un mois avant sa mort à 62 ans des suites d'un cancer.

## Jeunesse et formation
Buck est née le 13 décembre 1947 à Midland, Texas. Son père est Louis Buck, un ministre épiscopalien et sa mère est infirmière ; les deux sont décédés. La famille est active dans le mouvement des droits civiques ; Lorsque le Dr Buck s'oppose à la ségrégation à l'école épiscopale de St.Andrew à Austin, au Texas, fait des piquets et critique l'évêque, des croix sont brûlées sur leur pelouse et il est retiré de la congrégation de St.James à Austin, Texas, une congrégation qui avait été intégrée par le pasteur précédent et sa famille. Le Dr Buck est retourné à sa carrière de vétérinaire, à partir de laquelle il était entré dans le clergé, pour subvenir aux besoins de sa famille . Buck a fréquenté l'Université de Californie à Berkeley et l'Université du Texas à Austin, elle est diplômée du New College of California pendant son incarcération. Elle a par la suite obtenu une maîtrise en poétique du New College.

## Activisme des années 60 et 70
À l'Université du Texas, Buck était impliquée dans l'organisation contre la guerre du Vietnam, ainsi que dans des activités antiracistes. Elle rejoint Students for a Democratic Society (SDS) et travaille avec le journal de presse underground des années 1960 et 1970 d'Austin, The Rag. En 1967, Buck déménage à Chicago où elle édite les New Left Notes de SDS et fréquente une école du SDS. Avec d'autres femmes du SDS, elle aide à intégrer le thème de la libération des femmes dans la politique de l'organisation. Elle retourne ensuite à San Francisco où elle travaille avec Newsreel, en soutien de la souveraineté des Amérindiens et Palestiniens et contre l'intervention américaine en Iran et au Vietnam ainsi qu'en solidarité avec le mouvement de libération des Noirs. Avec sa collègue Karen Ross, elle explique leur pratique : « Nous arrêtons les gens dans la rue, et les confrontons à nos films. Nous les faisons participer. Cela leur vient au cours d'une promenade dans la rue, ils tombent dessus par hasard. Ils sont confrontés. La décision de regarder, d'enregistrer le dégoût ou l'intérêt est désormais la leur. Pour les curieux, nous expliquons plus ».
En 1973, Buck est reconnue coupable de deux chefs d'accusation d'achat de munitions (par ailleurs légales) en utilisant une fausse pièce d'identité et condamnée à dix ans de prison. En 1977, Buck obtient une permission de sortie et entre dans la clandestinité au lieu de revenir.

## Soutien au New Afrikan Independence Movement
En 1979, Assata Shakur, qui avait été reconnue coupable du meurtre d'un policier, s'évade d'une prison du New Jersey avec l'aide d'un certain nombre d'associés à l'extérieur. En 1983, Buck est reprise et reconnue coupable d'avoir participé à l'évasion de Shakur,.
Avec des membres de la BLA, Buck est reconnue coupable de complot en vue de commettre un vol à main armée lors du vol de Brinks en 1981, au cours duquel un garde et deux policiers ont été tués. Elle aurait conduit la voiture de fuite et aurait aidé à obtenir un refuge et des armes. Au cours de l'enquête sur le vol à main armée et les meurtres, les enquêteurs ont trouvé des armes et des papiers dans un appartement à East Orange, dans le New Jersey loué par « Carol Durant », un alias de Buck.
Les papiers conduisent la police à une adresse à Mount Vernon, New York, où ils trouvent des vêtements ensanglantés et des munitions appartenant à Buck. Plus tôt en 1981, Buck participe à un vol à main armée  d'un camion Brinks dans le Bronx, au cours duquel l'un des gardes a été assassiné.

## Affaire Conspiration de la Résistance
En 1985, Buck et six autres personnes sont condamnés dans le cadre de Resistance Conspiracy case (en), procès d'une série d'attentats à la bombe pour protester contre la politique étrangère des États-Unis au Moyen-Orient et en Amérique centrale,.
L'acte d'accusation du 12 mai 1988 décrit le but du complot comme étant « d'influencer, de modifier et de protester contre les politiques et pratiques du gouvernement des États-Unis concernant diverses questions internationales et nationales par l'utilisation de moyens violents et illégaux » et accuse les sept accusés d'avoir bombardé le Capitole des États-Unis, trois installations militaires dans la région de Washington, DC, et quatre sites à New York. Des alertes sont lancées et personne n'est blessé. Le Capitole a été pris pour cible en représailles aux récentes invasions militaires américaines de la Grenade et du Liban. Les sites militaires bombardés sont le National War College de Fort McNair, le Washington Navy Yard Computer Center et le Washington Navy Yard Officers Club. À New York, le bâtiment fédéral de Staten Island, le bâtiment des industries aéronautiques israéliennes, le consulat sud-africain et les bureaux de la Police Benevolent Association of the City of New York (en) sont bombardés ou pris pour cible. Six des personnes inculpées dans cette affaire ont depuis été libérées de prison et une n'a jamais été capturée.

## Crimes, condamnations et peines
- 1973 : Achat d'armes à feu illégales / passeur d'armes pour la Black Liberation Army. A écopé d'une peine de 10 ans de prison[16],[17].
- 1977 : Évasion / Vol interétatique pour éviter les poursuites. S'est enfui après un congé d'une prison fédérale de Virginie-Occidentale.
- 1978 : vol de voiture blindée au centre commercial Livingston ; 200 000 $.
- 1979 : vol de voiture blindée chez Bamberger à Paramus chauffeur en fuite ; 105 000 $.
- 1979 : Aide et complicité à l'évasion/Hébergement d'un fugitif JoAnne Chesimard.
- 1981 Vol de voiture blindée à Brinks / meurtre de deux policiers et d'un gardien. Condamnée en 1988 à 50 ans de prison.
- 1981 : vol de voiture blindée de Brinks, Bronx / un garde tué ; Condamnée en 1988 - 50 ans de prison.
- 1983 : Bombardement terroriste de la capitale américaine ; Condamnée à 10 ans de prison.
- 1983 : bombardement terroriste du National War College ; Condamnée à 10 ans de prison.
- 1984 : attentat terroriste au Washington Navy Yard à Washington, DC ; Condamnée à 10 ans de prison.
- 1984 : attentat terroriste au consulat sud-africain à New York ; Condamnée à 10 ans de prison.

## Autrice
Pendant qu'elle est en prison, Buck a rédigé des articles sur les conditions des femmes en prison, l'isolement cellulaire, les prisonniers politiques et des questions connexes dans Sojourners (en), Monthly Review et d'autres revues et anthologies.
Elle publie sa poésie dans des revues, des anthologies, un chapbook et un CD audio. Elle reçoit un prix PEN America (en) pour la poésie en 2001. Ses poèmes apparaissent dans les anthologies Hauling Up the Morning, Wall Tappings, Igniting a Revolution : Voices in Defense of the Earth, Seeds of Fire, et dans son chapbook, Rescue the Word . Ses poèmes apparaissent sur le CD audio Wild Poppies (Freedom Archives 2004).
Ses traductions et son introduction à la poésie de Cristina Peri Rossi sont publiées dans State of Exile, numéro 58 de City Lights Pocket Poets Series (en).

## Décès
Elle meurt chez elle à Brooklyn le 3 août 2010, après une longue bataille contre le cancer de l'utérus, et après avoir été libérée du Federal Medical Center, Carswell (en) en raison de sa maladie le 15 juillet.